# Luigi Bodio
Luigi Bodio, född 12 oktober 1840 i Milano, död 2 november 1920 i Rom, var en italiensk statistiker.
Bodio utnämndes 1864, efter en med offentligt understöd företagen studieresa i utlandet, till professor i nationalekonomi vid tekniska skolan i Livorno, var 1867-68 professor i Milano och därefter professor i statistik och handelsgeografi vid högre handelsskolan i Venedig, tills han 1872 efterträdde Pietro Maestri som chef för Italiens statistiska byrå i Rom. Såsom sådan reformerade och utvecklade han i hög grad Italiens statistik. Från 1885 var han även generalsekreterare i det då på hans initiativ bildade "Institut international de statistique" och redigerade dess "Bulletin". År 1901 lämnade han chefskapet för statistiska byrån och utnämndes till generalkommissarie för övervakande av den italienska emigrationen.
De viktigaste av hans större arbeten är Dei rapporti della statistica coll' economia politica e colle altre scienze affini (1869), Statistique Internationale des caisses d'épargne (1876) samt hans stora, flera gånger kompletterade materialsamlingar för den internationella befolkningsstatistiken. Tillsammans med bland andra Cesare Correnti och Angelo Messedaglia redigerade han 1877-82 kvartalsskriften "Archivio di statistica". Han invaldes som ledamot av Accademia dei Lincei 1882.